# Дам'ян Фрас
Дам’ян Фрас  (* 21 лютого 1973, Любляна, Словенія) — словенський стрибун на лижах з трампліна, бронзовий призер Олімпійських ігор у Солт-Лейк Сіті